# 大合唱猶太會堂 (基輔)

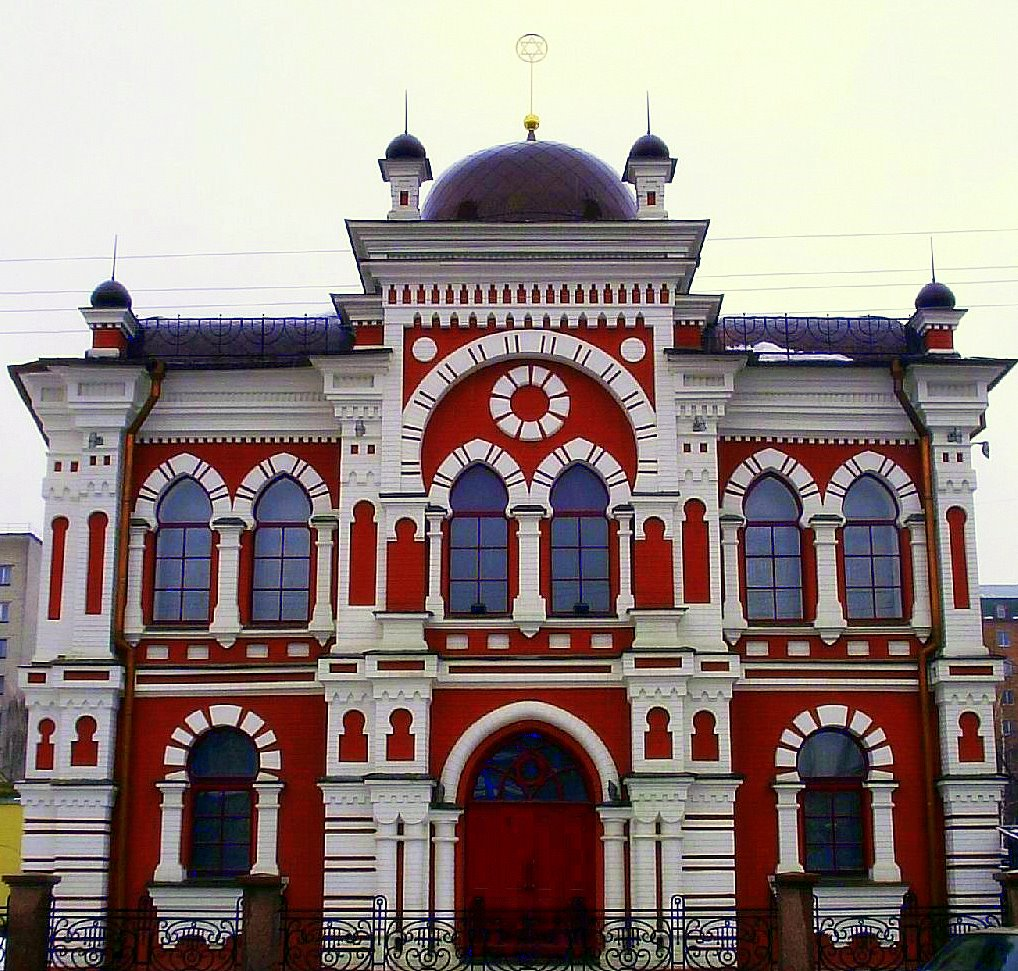

基輔大合唱猶太會堂（烏克蘭語：Велика хоральна синагога）是烏克蘭首都基輔歷史最古老的猶太會堂，位於基輔的波迪爾區。這座猶太會堂修建於1895年。1929年，猶太會堂被關閉。1945年後，猶太會堂重新開放。

## 外部連結
- The Historic Podil Synagogue （页面存档备份，存于）

50°28′13″N 30°30′43″E / 50.47028°N 30.51194°E